# Argentinomyia taina
Argentinomyia taina (лат.) — вид мух-журчалок рода Argentinomyia из подсемейства Syrphinae. Эндемик Неотропики: Доминиканская Республика. Видовое название taina относится к вымершей цивилизации Таино, коренных жителей, населявших острова Вест-Индии.

## Описание
Мухи-журчалки средних размеров. Длина тела 8—9 мм. Крылья около 8 мм. Лицо в основном чёрное, антенны желтовато-оранжевые. Лобный треугольник с поперечной золотисто-коричневатой поллинозной полосой, слегка касающейся боков глаз; скутум с тремя коричневатыми полосами (срединной более широкой коричневой полосой), тянущимся вдоль груди, в дополнение к боковым тонким коричневатым полосам; задние голени в основном коричневатые апикально, жёлтые базально и слегка затемнены на 1/5 вершины дорсально; 3-й и 4-й тергиты с макулами, простирающимися до 2/3 вершины; 5-й тергит с парой небольших боковых округлых макул; сурстилус при боковом виде очень удлинён и расширен дорсально, с небольшим расширением на вентральном крае. Имеют длинные антенны, со скапусом намного длиннее ширины; лицо прямое в профиль, не выдается вперед.

## Классификация
Вид был впервые описан в 2023 году колумбийскими энтомологами Augusto L. Montoya и Marta Wolff (Universidad de Antioquia, Instituto de Biología, Grupo de Entomología Universidad de Antioquia—GEUA, Медельин, Колумбия).

## Распространение и экология
Неотропика: Доминиканская Республика (San Juan Sierra Neiba, La Vega, Sabana Kelly-Quéliz / Valle Nuevo, La Compartición, Pico Duarte). Вид является эндемиком Вест-Индии на средних и больших высотах (1700—3087 м). Биология неизвестна. Взрослые особи Argentinomyia — обычные посетители цветов в нетронутых экосистемах.